# Société Anonyme des Ateliers de Sécheron

Werk im Jahr 1925

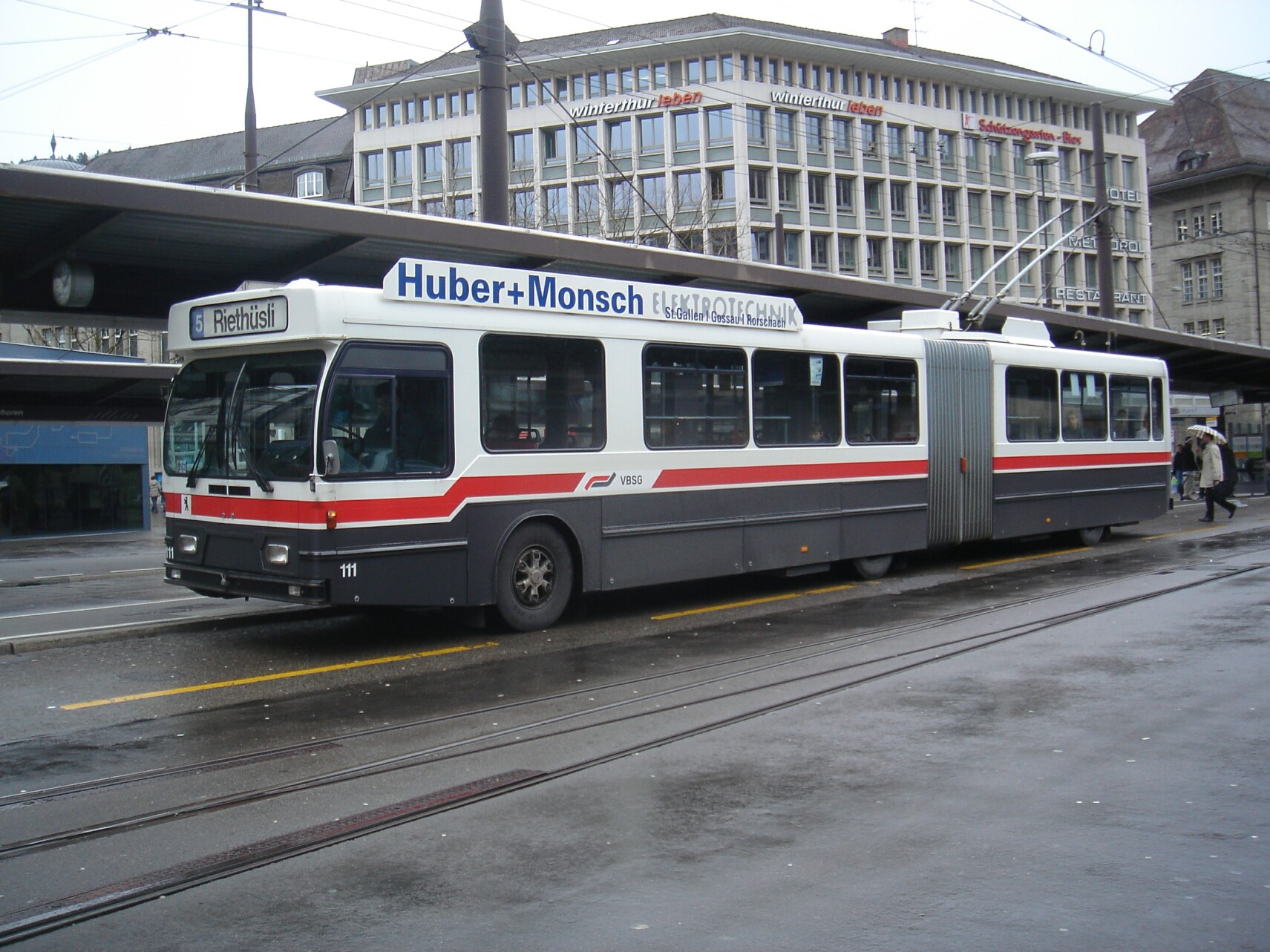
Oberleitungs-Linienbus der Verkehrsbetriebe der Stadt St. Gallen (VBSG) Typ Saurer-Hess GT 560/620-25 mit Elektrik BBC-Sécheron AG (1984)

Die Société Anonyme des Ateliers de Sécheron (SAAS) war ein Hersteller der Elektrotechnik in Genf, bis er 1988 in der ABB aufging. Der Name bezieht sich auf den Standort, ein Stadtquartier in Genf.

## Geschichte
Das Vorgängerunternehmen de Meuron & Cuénod war schon in den 1880er-Jahren in der Starkstromtechnik engagiert. Die SAAS ging 1918 als Auffanggesellschaft aus der in finanzielle Schieflage geratenen Compagnie de l’industrie électrique et mécanique (CIEM) hervor. Zweck des Unternehmens war es, Produktionskapazität für die Elektrifizierung des SBB-Netzes vorzuhalten. Unter der SAAS wurde «Sécheron» zum synonymen Markennamen des Unternehmens; die namensgebende Ortschaft wurde 1931 als Teil von Le Petit-Saconnex in die Stadtgemeinde Genf eingemeindet. 
Bereits 1919 war Brown Boveri & Cie (BBC) der Hauptaktionär von SAAS. Fünf Jahre später wurde die SAAS unabhängig und blieb es bis 1970, als die BBC wieder einziger Aktionär wurde. Der Name wurde aber erst 1982 in BBC-Sécheron AG geändert. 
Im Jahre 1988 fusionierte die BBC mit dem schwedischen Konzern ASEA Konzern zur ABB. Jedoch trennte sich das neue Unternehmen vom Produktionssektor, der mit der Traktion zusammenhängt. Diese Entscheidung hatte die Schaffung einer neuen unabhängigen Gesellschaft zur Folge, die diesen Bereich wieder aufnahm, die Sécheron AG. Die ABB-Sécheron AG seinerseits verfolgt die Transformatorenherstellung. Im Jahre 1992 zog ABB-Sécheron um und liess die Sécheron AG den Ursprungsstandort allein besetzen.
Es besteht kein bekannter Bezug zu Carrosserie de Sécheron, einem 1936 bis 1967 aktiven Hersteller von Aufbauten für PKW und Nutzfahrzeugen.

## Geschäftsbereiche
Das Unternehmen stellte Sauerstoffschweissausrüstungen, Elektroden und Quecksilberdampfgleichrichter her. Im Weiteren lieferte es die elektrischen Ausrüstung von Wasserkraftwerken, baute elektrische Ausrüstungen für Lokomotiven, z. B. für die SBB-Baureihen Be 4/7, Ae3/5, Ae 3/6III, Re 4/4II und Re 6/6, sowie Vorrichtungen zur Geschwindigkeitsregulierung von Eisenbahnen, U-Bahnen, Strassenbahnen und Trolleybussen.